# باربرا ماكدونل
باربرا ماكدونل (بالإنجليزية: Barbara McDonnell)‏ هي فاعلة خير أيرلندية، ولدت في 1847 في دبلن في جمهورية أيرلندا، وتوفيت في 29 ديسمبر 1928 في Cushendall ‏ في المملكة المتحدة.